# Psychic News
Psychic News è una rivista mensile britannica di divulgazione pseudoscientifica dedicata allo spiritismo e pubblicata fin dal 1932. Tra gli altri argomenti trattati vi sono il paranormale in generale e la New Age. Originariamente a cadenza settimanale, chiuse nel 2010 a causa di una crisi nelle vendite e nelle inserzioni pubblicitarie. Riprese le pubblicazioni alla fine del 2011 come mensile.

## Storia
Il primo numero fu dato alle stampe il 28 maggio 1932. Il nome della rivista fu scelto da uno dei suoi fondatori, Maurice Barbanell, che sostenne di aver ricevuto tale ispirazione tramite il proprio spirito guida. Gli altri membri fondatori erano il giornalista Hannen Swaffer e lo spiritista Arthur Findlay, figura di notevole importanza nella storia dello spiritismo britannico.
Durante gli anni '50 e '60, con l'ondata di interesse sorta nel Regno Unito per la Wicca e il Neopaganesimo, la rivista dedicò vari articoli a tali tematiche, tra cui "Genuine Witchcraft is Defended" di Robert Cochrane.
Oggi la rivista è aperta a vari argomenti spirituali che spaziano dallo spiritismo in senso stretto alla New Age.